# Iso Kelhu
Iso Kelhu är en kulle i Finland. Den ligger i Kolari kommun i landskapet Lappland, i den norra delen av landet, 800 km norr om huvudstaden Helsingfors. Toppen på Iso Kelhu är 383 meter över havet.
Terrängen runt Iso Kelhu är huvudsakligen platt. Iso Kelhu är den högsta punkten i trakten. Trakten runt Iso Kelhu är nära nog obefolkad, med mindre än två invånare per kvadratkilometer.